# Massacro di Švenčionėliai
Il massacro di Švenčionėliai fu l'omicidio di massa degli ebrei avvenuto durante l'Olocausto nei giorni 8-10 ottobre 1941, nell'ex campo di addestramento militare sovietico nella foresta di Žeimena, a circa 1,5 km da Švenčionėliai in Lituania, allora noto come Generalbezirk Litauen nel Reichskommissariat Ostland.

## Descrizione
Le vittime provenivano principalmente da Švenčionys (stimate 2.000 persone) così come da Ignalina (circa 400-700 ebrei), Daugėliškis (circa 40-50 ebrei), Kaltanėnai (circa 80 ebrei), Linkmenys, Pabradė, Adutiškis e Stajėtiškis (circa 200 ebrei), Saldutiškis e Labanoras (circa 50-60 ebrei), Mielagėnai (12 famiglie), dal villaggio Salamianka (2 famiglie, circa 30-40 ebrei), Ceikiniai e altri, quasi l'intera popolazione ebraica della regione.
Secondo i registri tedeschi, il 9 ottobre furono assassinati 3.726 ebrei. Il numero totale stimato di ebrei assassinati fu compreso tra 7.000 e 8.000 persone. L'omicidio fu perpetrato dalle autorità naziste, dagli ufficiali della polizia della contea di Švenčionys e dalla locale Hilfspolizei.
Nel 1961, nel sito, fu eretto un monumento alle vittime, ricostruito nel 1993. Il sito è attualmente protetto dallo Stato come monumento culturale di valore storico e commemorativo.